# Oddział partyzancki kombriga Kolesowa
Oddział partyzancki kombriga Kolesowa (ros. Oтряд комбригa Колесова) – antybolszewicki oddział zbrojny podczas wojny domowej w Rosji
Na pocz. 1921 r. do iłowlinskiego ujezdu guberni carycyńskiej został skierowany kombrig Iwan P. Kolesow, dowódca 3 Brygady 6 Dywizji Kawalerii 1 Armii Konnej, w celu zainstalowania tam struktur władzy bolszewickiej. Na pocz. marca tego roku do carycyńskich bolszewików zaczęły dochodzić coraz liczniejsze informacje o wspieraniu kałaków przez I. P. Kolesowa, a także dokonywaniu przez jego ludzi samosądów. W związku z tym do iłowlinskiego ujezdu został skierowany oddział specjalnego przeznaczenia, składający się z działaczy bolszewickich z Carycyna i wsi Iłowla. Kombrig I. P. Kolesow dowiedział się o tym, po czym z grupą swoich podkomendnych wycofał się z rodzinnego chutoru Żełtuchino-Szyriackiego. Następnie napadł na nocujący w chutorze oddział bolszewicki, zabijając część czekistów, a resztę puszczając wolno. Kolejnego dnia kolesowcy zajęli wieś Iłowla, gdzie odbywał się zjazd przedstawicieli chutorów. Kombrig I. P. Kolesow zastrzelił przewodniczącego okręgu Wasilija W. Briechowa i przewodniczącego rewkomu Andrieja I. Awiłowa. Działania te stały się impulsem do wybuchu powstania antybolszewickiego. W rejonie chutoru Żełtuchino-Szyriackiego i stacji kolejowej Lipki została przeprowadzona mobilizacja miejscowych mężczyzn w wieku od 18 do 40 lat, a także rekwizycja żywności. 11 marca w oddziale partyzanckim znalazło się ok. 150 pieszych i konnych. Hasłem powstańców było: Precz z komuną! Niech żyje władza radziecka i wolny handel! Przeprowadzili oni atak na stację kolejową Lipki, ale zostali odrzuceni, gdyż znajdował się tam bolszewicki pociąg pancerny. W tej sytuacji kolesowcy uszli na wschód w kierunku rzeki Iłowla. Wzdłuż rzeki doszli do wsi Kamiennyj Brod, którą zajęli. Następnie przeszli do wsi Olchowka, gdzie starli się z 50-osobowym bolszewickim oddziałem specjalnego przeznaczenia. Zginęło 4 powstańców, wśród nich brat I. P. Kolesowa, zaś 11 zostało rannych. Udało się jednak odrzucić bolszewików w kierunku pobliskiej wsi Gusiewka. Następnego dnia oddział bolszewicki zaatakował Olchowkę, rozbijając powstańców (ok. 50 zginęło, kilkunastu dostało się do niewoli). Ocaleli kolesowcy wycofali się na północ w górę rzeki Olchowka. Po starciu w rejonie wsi Gurowo, gdzie doznali kolejnych strat, uszli do wsi Popokowo. W rejonie chutoru Niżnije Korobki do powstańców dołączyli nowi ochotnicy. Po odpoczynku kolesowcy skierowali się na wschód w stronę Kamyszyna, zajmując po drodze wsie Korostino i Pietruszyno. 19 marca wydzielona grupa 40 powstańców przeszła po lodzie na drugi brzeg Wołgi, kierując się w kierunku Aleksandrowki. Została jednak wkrótce zniszczona. Natomiast główne siły kombriga I. P. Kolesowa pod koniec marca połączyły się z oddziałem partyzanckim Grigorija L. Nosajewa. Dowództwo objął I. P. Kolesow. Do tego czasu nosajewcy prowadzili ograniczone działania zbrojne, zwalczając mniejsze oddziałki bolszewickie lub zabijając pojedynczych działaczy partyjnych. Połączone siły powstańców zaczęły napadać na większe wsie. Pierwszy atak odbył się 3 kwietnia na wieś Staryj Elton, gdzie 60 powstańców z 2 karabinami maszynowymi rozbroiło miejscową milicję i niewielki oddział bolszewicki oraz zniszczyło kancelarię rady wiejskiej. 2 dni później powstańcy, przechodząc 110 km, zaatakowali wieś Bykowo. Zdobyli na poczcie dużą sumę pieniędzy. Następnie rozbili komunę "Правда", zabierając ze sobą bydło, żywność i odzież. 7 kwietnia do Bykowa przybyła z Carycyna 150-osobowa kompania szkolna, która podjęła pościg za powstańcami. W najbliższych dniach do oddziału I. P. Kolesowa i G. L. Nosajewa dołączyły oddziały Masłowa, Jerkina i Sołochina. Przychodzili też miejscowi chłopi. Siły powstańcze osiągnęły liczebność ok. 2 tys. ludzi. 12 kwietnia powstańcy napadli na stację kolejową Kajsackaja, zdobywając ją. Jednakże szybko wyrzucili ich miejscowi bolszewicy i pracownicy kolejowi. W tej sytuacji powstańcy uszli na południe, okrążając miasteczko Leninsk. Dołączyli do nich partyzanci z oddziału Kandałowa, operującego w ujeździe nowouzienskim. Wydzielona grupa powstańców zajęła wieś Kołobowka, zabijając dowódcę milicji z Leninska i sekretarza ispołkoma. Mniejsze grupki grabiły okoliczne sowchozy i komuny. Jednakże atak na Leninsk nie udał się. Powstańcy wycofali się w kirgiskie stepy, przechodząc na pocz. maja w rejon na wschód od Nikołajewska. Dołączyli do nich kirgiscy koczownicy. Odłączył się od nich oddział Masłowa, który skierował się nad jezioro Elton. Dalsze losy I. P. Kolesowa nie są znane. Wiadomo jedynie, że zginął do końca 1921 r.